# Pecluma camptophyllaria
Pecluma camptophyllaria är en stensöteväxtart som först beskrevs av Fée, och fick sitt nu gällande namn av Michael Greene Price. Pecluma camptophyllaria ingår i släktet Pecluma och familjen Polypodiaceae.

## Underarter
Arten delas in i följande underarter:
- P. c. abbreviata
- P. c. lachnifera